# USS LST-616
O USS LST-616 foi um navio de guerra norte-americano da classe LST que operou durante a Segunda Guerra Mundial.